# Савельев, Иван Антонович
Ива́н Анто́нович Саве́льев (1924—1945) — младший сержант Рабоче-крестьянской Красной Армии, участник Великой Отечественной войны, Герой Советского Союза (1945).

## Биография
Иван Савельев родился 1 января 1924 года в селе Хвощеватка (ныне — Рамонский район Воронежской области). После окончания пяти классов школы проживал и работал в Воронеже. В июне 1943 года Савельев был призван на службу в Рабоче-крестьянскую Красную Армию. Окончил курсы младшего комсостава. С сентября 1944 года — на фронтах Великой Отечественной войны.
К марту 1945 года гвардии младший сержант Иван Савельев командовал отделением 155-го гвардейского стрелкового полка 52-й гвардейской стрелковой дивизии 3-й ударной армии 1-го Белорусского фронта. Отличился во время форсирования Одера. 26 марта 1945 года Савельев с красноармейцем Осиповым переправились через Одер в районе населённого пункта Беллинхен (ныне Bielinek, гмина Цедыня, Грыфинский повят, Западно-Поморское воеводство, Польша) и гранатами уничтожили два вражеских пулемёта, мешавших переправе основных сил, а затем приняли бой с превосходящими силами противника, уничтожив около 26 солдат противника. В том бою Савельев погиб. Похоронен у населённого пункта Недер (ныне Lubiechów Dolny) близ села Хоэн (ныне Lubiechów Górny).
Указом Президиума Верховного Совета СССР от 31 мая 1945 года за «мужество и героизм, проявленные при форсировании Одера» гвардии младший сержант Иван Савельев посмертно был удостоен высокого звания Героя Советского Союза. Также посмертно был награждён орденом Ленина.
В честь Савельева названа улица в Хвощеватке.